# Lev Sjestov
Lev Isaakovitj Sjestov (ryska: Лев Исаакович Шестов, ukrainska: Лев Ісаакович Шестов), ursprungligen Yehuda Leyb Schwarzmann (ryska: Иегуда Лейб Шварцман, Iehuda Lejb Sjvartsman), född 12 februari (31 januari enligt g.s.) 1866 i Kiev i dåvarande Lillryssland (nuvarande Ukraina), död 19 november 1938 i Paris i Frankrike, var en rysk-judisk existentialistisk filosof och litteraturhistoriker.
Sjestov författade många filosofiska och litteraturhistoriska studier om nihilism, varibland en märklig studie över William Shakespeare (Shakespeare och hans kritiker Brandes, 1898) samt jämförelser mellan Friedrich Nietzsche och Fjodor Dostojevskij-Lev Tolstoj (1900, 1903). Han emigrerade 1921 och bosatte sig i Frankrike.